# Arsolo
L'arsolo è un composto organico eterociclico a 5 atomi contenente un atomo di arsenico.
La struttura dell'arsolo è isoelettronica di valenza con quella del pirrolo, ma la stabilizzazione dovuta all'aromaticità dell'anello è minore.
Il termine "arsolo" si riferisce anche ai suoi derivati sostituiti.